# Ruta 35 (Costa Rica)
La Ruta 35, oficialmente Ruta Nacional Primaria 35, es una ruta nacional de Costa Rica ubicada en la provincia de Alajuela. Esta carretera es llamada Corredor Norte, que está inconclusa debido a mala planificación y decisiones políticas.

## Descripción
Comienza en San Miguel de Naranjo (parte se encuentra sin construirse) de la ruta nacional 1 y continúa hasta llegar a Los Chiles en el norte del país, en la frontera con Nicaragua conectándose con la NIC-25B. Se encuentra con la Ruta 4 en Muelle de San Carlos. La primera sección llamada Carretera a San Carlos esta inconclusa, donde se divide en 3 secciones: La Punta Norte que está concluida y entró en operación en el 2018, Tramo Central que se encuentra en construcción pero esta detenida y La Punta Sur que se encuentra en diseño y no se ha dado la orden de construcción. 
En la provincia de Alajuela, la ruta atraviesa el cantón de San Carlos (los distritos de Florencia, Cutris, Pocosol), el cantón de Los Chiles (los distritos de Los Chiles, El Amparo, San Jorge).